# Большая Исянгильдина
Большая Исянгильдина — деревня в Кулуевском сельском поселении, Аргаяшского района, Челябинской области.
Деревня основана в 1770-х году. Во время Гражданской войны на территории деревни шли бои/

## Географическое положение
Расположена в южной части района, на берегу реки Караси. Расстояние по дороге до центра Кулуева — 10 км.

## Население
| 2002 | 2010 |
| ---- | ---- |
| 214  | ↘202 |

(в 1873—675, в 1900—811, в 1916—735, в 1983—283, в 1995—235)

## Улицы
- Лесная улица
- Новая улица
- Центральная улица

## Инфраструктура
- Библиотека
- Школа
- ЗАО «Кулуево»